# Georges Hebdin
Georges Hebdin (Bruges, 19 de abril de 1889 - 26 de março de 1970) foi um futebolista belga que competiu nos Jogos Olímpicos de Verão de 1920, ele ganhou a medalha de ouro como membro da Seleção Belga de Futebol.

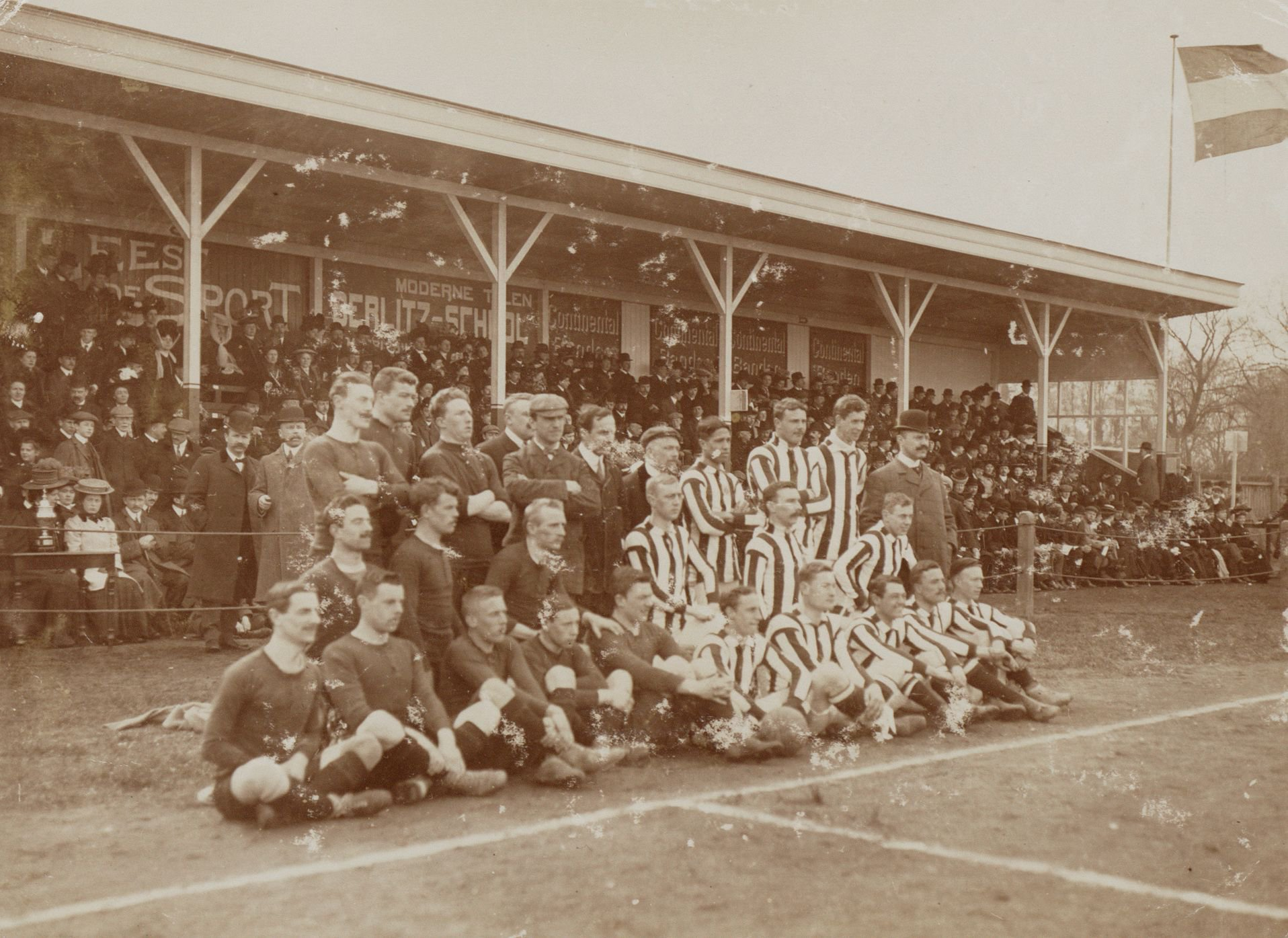
Equipe de 1908

## Ligações Externas
- Perfil em DatabaseOlympics[ligação inativa]